# Jorge Acuña (Fußballspieler, 1978)
Jorge Cristian Acuña Concha (* 31. Juli 1978 in Ovalle) ist ein ehemaliger chilenischer Fußballspieler und späterer -trainer. Der Mittelfeldspieler wurde 2002 chilenischer Meister und absolvierte 16 Länderspiele für Chile.

## Karriere

### Verein
Jorge Acuña, auch bekannt als Kike Acuña, begann seine Karriere 1999 bei Unión Española, wechselte jedoch schon ein Jahr später zum CD Universidad Católica.  Bei den Cruzados gewann er die Meisterschaft der Apertura 2002. 2003 ging der defensive Mittelfeldspieler dann nach Europa zum niederländischen Traditionsklub Feyenoord Rotterdam. Bei einem Spiel der Reservemannschaft wurde Acuña von Hooligans des Erzrivalen Ajax Amsterdam angegriffen und mit Kopf-, Nacken- und Rippenverletzungen ins Krankenhaus eingeliefert. Bei Feyenoord konnte sich der Chilene aber nicht nachhaltig durchsetzen und wurde erst an seinen Ex-Verein Universidad Católica, danach an RBC Roosendaal ausgeliehen.
Mit Ablauf seines Vertrag in den Niederlanden ging Kike Acuña als ablösefreier Spieler zum CF Universidad de Chile. Aber schon im August desselben Jahres verließ er den Universitätsklub und ging nach Südafrika zu den Mamelodi Sundowns. Nach Differenzen mit dem Vorsitzenden Patrice Motsepe verließ Acuña den Klub und kehrte nach Chile zurück.
In seinem Heimatland spielte er noch für Deportivo Ñublense, für Unión San Felipe, auf Leihbasis für die Rangers de Talca und dem CD Cobresal. Sein letztes Karrierejahr verbrachte er erneut bei Unión San Felipe.

### Nationalmannschaft
Jorge Acuña debütierte im April 2003 für Chile unter Trainer Juvenal Olmos beim Freundschaftsspiel gegen Costa Rica. In der Qualifikation zur Weltmeisterschaft 2006 kam der Mittelfeldspieler zu sieben Einsätzen, jedoch konnte sich La Roja als Siebter der Südamerika-Gruppe nicht für das Turnier in Deutschland qualifizieren. Im November 2006 bestritt Kike Acuña beim Freundschaftsspiel gegen Paraguay sein 16. und letztes Länderspiel.

### Trainer
Nach seiner Karriere arbeitete Jorge Acuña erst im Jugendbereich als Trainer. Im April 2021 nahm er seine erste Trainerstelle bei einem Profiteam an. Bei Unión San Felipe, bei dem er bereits als Spieler unter Vertrag stand, war er bis August 2021 tätig. In der Saison 2023 betreute der frühere Nationalspieler Santiago City aus der Tercera A, blieb aber nur bis Juni desselben Jahres Trainer des Klubs.

## Erfolge
Universidad Católica
- Primera División: 2002-A